# Уктусская улица (Екатеринбург)
Укту́сская у́лица (бывший 1-й Уктусский переулок) расположена между улицами Большакова и Южной в жилых районах Центральный, Автовокзал и Южный (Ленинский и Чкаловский административные районы Екатеринбурга). Протяженность улицы с севера на юг составляет 1550 м. Улица состоит из трёх участков: от улицы Большакова до улицы Фурманова, от улицы Фрунзе до Щорса и от улицы Авиационной до улицы Южной, на других участках улица теряется среди дворовых пространств жилой и административной застройки. Своё современное название улица получила в честь одного из старейших посёлков Екатеринбургского уезда — Уктуса.

## История
В дореволюционном Екатеринбурге 1-й Уктусский переулок находился на юго-западной окраине города и развивался как параллельное Уктусской улице городское образование. Обозначен на городских планах с начала XIX века, но застраиваться начал только в 1870-е годы. На плане Екатеринбурга 1888 года улица обозначена как уже застроенная между улицей Болотной (Большакова) и 3-й Загородной (Фрунзе).
В переулке, по данным городской переписи 1887 года, проживало четыре семьи: мещан Ф. Н. Ушакова, М. М. Михалициной и крестьян А. Д. Огородникова и А. С. Баженова. За следующие 15 лет улица заметно развилась. Так на 1913 год на ней имелось уже 19 домовладений. Улицей переулок стал в 1919 году, тогда же он получил своё современное название в связи с переименованием старой Уктусской улицы.
В 1960-е годы участок улицы между улицами Большакова и Фрунзе был застроен административными и многоэтажными жилыми зданиями, а в 1990-е годы были снесены несколько кварталов малоэтажной застройки южнее улицы Щорса.

## Здания и сооружения
- По нечётной стороне:
- По чётной стороне: